# Stanford, California
Stanford este un oraș în comitatul Santa Clara, statul California. Orașul se află la altitudinea de 23 m, se întinde pe o suprafață de 7,2 km², din care 7,1 km² este uscat. În anul 2000 avea o populație de 13.315 locuitori. În oraș se află Stanford University, în apropiere se află  orașul Palo Alto, California cu 61.200 loc.

## Personalități marcante
- Katie Hoff, înotătoare de performanță